# Lampaul-Ploudalmézeau
Lampaul-Ploudalmézeau är en kommun i departementet Finistère i regionen Bretagne i västra Frankrike. Kommunen ligger i kantonen Ploudalmézeau som tillhör arrondissementet Brest. År 2022 hade Lampaul-Ploudalmézeau 815 invånare.

## Befolkningsutveckling
Antalet invånare i kommunen Lampaul-Ploudalmézeau
Referens:INSEE